# André Champ
André Schenk, né en 1921 et mort le 25 juillet 1997, est un propriétaire viticole et écrivain vaudois.

## Biographie
André Schenk suit des cours d'agronomie à l'École polytechnique fédérale de Zurich. Il voue un intérêt pour le secteur viticole dans lequel son père, Arnold, avait fondé l'entreprise Schenk SA, devenue multinationale. Il en est l'administrateur dès le début des années 1970.
Mais André Schenk voue également une passion pour la littérature qui le pousse à s'installer quelques années à Paris avant de rejoindre le sud de la France. Il publie deux recueils sous le pseudonyme d'André Champ ; le premier constitué de courts récits en 1967, sous le titre Histoire secrètes aux éditions de l'Aire et le second, en 1990 Ajours aux éditions L'Âge d'Homme.
André Schenk décède accidentellement lors d'une randonnée dans le massif du Jura. Après deux semaines de recherche son corps est retrouvé au fond d'un gouffre le 25 juillet 1997.

## Sources
- « André Champ », sur la base de données des personnalités vaudoises sur la plateforme « Patrinum » de la Bibliothèque cantonale et universitaire de Lausanne.
- Histoire de la littérature en Suisse romande, Roger Francillon, p. 437
- 24 Heures 1997/15/07
- 24 Heures 1997/07/17, 24 Heures 1997/07/26
- 24 Heures 1998/12/17